# ФК „Шелборн“
ФК „Шелборн“ (на английски: Shelbourne Football Club) е ирладнски футболен отбор от град Дъблин. Основан е през 1895 г. и играе в Ирландската висша лига. Клубните цветове са бял и червен. Тимът играе домакинските си мачове на стадион Толка Парк, който разполага с капацитет от 5700 места.

## Успехи
- Ирландска висша лига
  - Шампион (14): 1925/26, 1928/29, 1930/31, 1943/44, 1946/47, 1952/53, 1961/62, 1991/92, 1999/2000, 2001/02, 2003, 2004, 2006, 2024
- Купа на футболната асоциация на Ирландия:
  - Носител (7): 1939, 1960, 1963, 1993, 1996, 1997, 2000
- Купа на Ирландия:
  - Носител (3): 1906, 1911, 1920
- Купа на лигата:
  - Носител (1): 1995–96